# SML (álbum de Marcela Taís)
SML, estilizado como #SML, é o primeiro EP da cantora brasileira Marcela Taís. A obra contém cinco músicas regravadas do álbum Moderno à Moda Antiga (2015), também divulgadas como videoclipes por meio do projeto Sony Music Live, que traz performances de artistas da gravadora, seja em regravações ou gravações inéditas. Marcela foi a primeira cantora da gravadora a lançar vídeos do projeto.

## Faixas
1. "Ame Mais, Julgue Menos"
2. "Risco"
3. "Moderno à Moda Antiga"
4. "Voar"
5. "Muita Calma Nessa Alma"